# Haruhi Suzumiya
Haruhi Suzumiya (涼宮ハルヒ Suzumiya Haruhi) er det generelle navn for en serie af light novels der er skrevet af Nagaru Tanigawa og illustreret af Noizi Ito, og senere udgivet i andre medier. Historien følger figuren der lægger navn til serien; Haruhi Suzumiya, en gymnasiepige der ubevidst kan ændre på virkeligheden, og hendes besynderlige aktiviteter med hendes skoleklub, SOS Brigade, som hun grundlagde for at undersøge alle mystiske begivenheder. Haruhi tvinger hendes klassekammerat Kyon, der er seriens fortæller, til at være del af hendes klub, og rekrutterer yderligere tre andre medlemmer: Den stille bibliofil Yuki Nagato, den generte og tilbageholdte Mikuru Asahina og den venlige "mystiske udvekslingsstudent" Itsuki Koizumi. Disse medlemmer forklarer en efter en Kyon, hvordan de alle er de ekstraordinære personer Haruhi søger, og at de er blevet sendt fra hver deres organisation for at iagttage hende, og holde hendes evner i skak ved at opretholde illusionen om et normalt liv.
Den første light novel blev udgivet i Japan 6. juni 2003 af Kadokawa Shoten og er blevet fulgt af yderligere med det tiende fra 2011 som det hidtil seneste. Disse bøger er siden blevet udgivet som og har inspireret til fire separate mangaserier, fem computerspil, en tv-anime, og to original net animationer. Efter anime'en blev sendt i 2006 modtog udgiveren Kadokawa Shoten en række tilbud om licenser på både bøgerne og de forskellige udgivelser i andre medier.
I USA er det firmaet Little, Brown Books for Young Readers and Yen Press der har fået licens til at udgive den engelske oversættelse af romanerne. Licensen til udgivelse af anime'en i USA er givet til Kadokawa Pictures USA divisionen der efterfølgende har videregivet dele af licensen til Bandai Entertainment, indtil de mistede rettighederne i oktober 2009.

## Medier

### Light novels
Light novellerne er skrevet af Nagaru Tanigawa og illustreret af Noizi Ito, og skifter mellem at være romaner i fuld længde, og samlinger af noveller; hvor novellerne oprindelig kom fra The Sneaker, et seinen romanmagasin udgivet af det japanske firma Kadokawa Shoten.
Bøgerne er licenserede til udgivelse i Taiwan, Hong Kong og Kina af Kadokawa Media, i Sydkorea af Daiwon CI, og i USA af Little, Brown Books for Young Readers og Yen Press.

### Manga
Kadokawa Shoten udgav to manga-udgaver af Haruhi Suzumiya light novel-serien i Shounen Ace. Den første, illustreret af Mizuno Makoto, blev udgivet fra maj til december 2004 og var en del anderledes end light novellen, og uden større indflydelse fra den originale forfatter. Den anden serie, illustreret af Gaku Tsugano, gik fra november 2005 til december 2013, og er blevet udgivet i tyve bind, dog med en yngre aldersgruppe end light novellernes som mål, for at udvide seriens fanbase. Yen Press annoncerede den 17. april 2008, at de havde fået licens til at kunne udgive de første fire bind af den anden serie i Nordamerika, og lovede at mangaen ikke ville blive censureret. De har efterfølgende udgivet alle tyve bind.
En officiel firpanels-paroditegneserie af Puyo, med titlen The Melancholy of Haruhi Suzumiya-chan, blev startet som serie i Shounen Ace den 26. juli 2007 og i The Sneaker den 30. august 2007. Det første opsamlingsbind blev udgivet den 26. maj 2008 og er fulgt af yderligere med bind 10 fra 26. marts 2015 som det hidtil seneste. Endnu en firpanel-parodiserie, Nyorōn Churuya-san af Eretto (Utsura Uraraka), med den røget ost elskende Tsuruya i en superdeform version, blev udgivet i tre bind (udgivet i august 2006, februar 2007 og oktober 2007) før den blev udgivet som serie i magasinet Comp Ace i november 2008.
Endnu en manga af Puyo, The Disappearance of Nagato Yuki-chan (長門有希ちゃんの消失 Nagato Yuki-chan no Shoushitsu), begyndte sin udgivelse i Kadokawa Shotens Young Ace i juli 2009. Den er efterfølgende blevet samlet i foreløbig otte bind, der udgives på engelsk af Yen Press.

### Anime
Anime-udgaven af The Melancholy of Haruhi Suzumiya (涼宮ハルヒの憂鬱 Suzumiya Haruhi no Yūutsu), produceret af Kyoto Animation og instrueret af Tatsuya Ishihara, havde premiere i Japan den 2. april 2006, og bestod af 14 afsnit med det sidste den 2. juli 2006. Serien blev oprindelig vist i en ikkelineær rækkefølge, med prologen og de første syv kapitler af den første roman blandet med kapitler fra nogle af de senere romaner. "Næste afsnit" forsmagerne i slutningen af hvert afsnit indeholdte to forskellige nummereringer af afsnittene: Et nummer fra Haruhi, der nummererede afsnittende i kronologisk rækkefølge, og et andet nummer fra Kyon, der nummererede dem i den rækkefølge de blev sendt på tv. DVD-udgivelsen starter med "Episode 00" og vises derefter i kronologisk rækkefølge.
Anden sæson af anime-serien blev annonceret som en helsidesreklame i Asahi Shimbun den 7. juli 2007 i Japan. Reklamevideoer inkluderede en realfilmsekvens, inspireret af kapitlet "Bamboo Leaf Rhapsody" fra den tredje roman, og viser hvordan Haruhi og Kyon bryder ind på skolens grund, vist som optagelser fra et overvågningskamera. Animeens officielle hjemmeside, haruhi.tv, blev den 18. december 2007 erstattet af en falsk "Fejl 404" meddelelse, med fem inputfelter; en reference til den skæbnesvanger dag i The Disappearance of Haruhi Suzumiya, det fjerde bind i light novel serien.
En genudsendelse af den første serie startede i april 2009. Efterfølgende udgav Teletama, en af tv-kanalerne der sendte genudsendelsen, en kommentar om, at 2009-udsendelsen ville være 28 afsnit lang, hvilket ledte til spekulation om, at genudsendelsen ville blive efterfuldt af anden sæson. Dette blev dog ikke verificeret af Kadokawa på daværende tidspunkt. Det første nye afsnit, "Bamboo Leaf Rhapsody" (笹の葉ラプソディ Sasa no Ha Rapusodi), blev sendt den 21. maj 2009 som det ottende afsnit af genudsendelsen. Til forskel fra den originale udsendelse blev genudsendelsen vist i kronologisk rækkefølge, med nye afsnit blandet med de gamle. Efterfølgende blev afsnittende også vist på Kodakawas YouTube kanal, hvor de også viste dem med engelske undertekster.

#### Spin-offs
To spin-off ONA-serier, baseret på parodi-mangaerne The Melancholy of Haruhi-chan Suzumiya (涼宮ハルヒちゃんの憂鬱 Suzumiya Haruhi-chan no Yūutsu) af Puyo og Nyoro~n Churuya-san (にょろーん☆ちゅるやさん) af Eretto, blev annoncerede i oktober 2008 udgaven af Shounen Ace magasinet. Serien var originalt planlagt til at starte udsendelse på YouTubes Kadokawa Channel den 13. februar 2009, men begyndte først udsendelsen den følgende dag på japansk med engelske undertekster. Alle dem der havde lagt stemmer til den originale anime, lagde også stemme til deres respektive roller i begge serier. Den første DVD i serierne blev udgivet den 29. maj 2009.
En animeserie baseret på The Disappearance of Nagato Yuki-chan produceret af Satelight startede i japansk tv i april 2015.

#### Film
En tegnefilm i spillefilmslængde af Kyoto Animation, med titlen The Disappearance of Haruhi Suzumiya (涼宮ハルヒの消失 Suzumiya Haruhi no Shōshitsu), er baseret på den fjerde Haruhi Suzumiya light novel af samme navn, og blev vist i japanske biografer i februar 2010. Den blev annonceret via en teaser der blev vist ved slutningen af 2009-genudsendelsen af anime'n.

### Hørespil
En serie af hørespil er også blevet udgivet. Det første afsnit, med titlen SOS Dan Radio Shibu Bangai Hen CD Vol.1, er baseret på anime-versionen af serien, og blev udgivet den 5. juli 2006 af Lantis. Det andet afsnit blev udgivet den 21. september 2006, mens det tredje afsnit blev udgivet den 21. december 2006. Et andet hørespil, Sound Around, er også baseret på animeen og blev udgivet den 24. januar 2007 af Lantis.

### Videospil
Fem forskellige videospil baseret på serien er blevet produceret. Banpresto udgav et adventurespil til PlayStation 2 den 31. januar 2008, med titlen The Perplexity of Haruhi Suzumiya (涼宮ハルヒの戸惑 Suzumiya Haruhi no Tomadoi). Det blev det 95. bedstsælgende spil i Japan i 2008, med et salg på 139.425 kopier. Namco Bandai Games udgav endnu et adventurespil, The Promise of Haruhi Suzumiya (涼宮ハルヒの約束 Suzumiya Haruhi no Yakusoku), til PlayStation Portable den 20. december 2007.
Det tredje spil med titlen The Excitement of Haruhi Suzumiya (涼宮ハルヒの激動 Suzumiya Haruhi no Gekidō), udviklet af Kadokawa Shoten til Wii, blev udgivet den 22. januar 2009. Det fjerde spil, The Parallel of Haruhi Suzumiya (涼宮ハルヒの並列 Suzumiya Haruhi no Heiretsu), blev udgivet til Wii den 26. marts 2009 af Sega, der også udviklede det femte spil til Nintendo DS, der blev udgivet den 28. maj 2009, med titlen The Series of Haruhi Suzumiya (涼宮ハルヒの直列 Suzumiya Haruhi no Chokuretsu).